# San Ludovico di Tolosa (Donatello)
Il San Ludovico di Tolosa è una statua di Donatello in bronzo dorato (226 x 85 cm), fusa tra il 1423 e il 1425. Oggi è conservata nel refettorio del Museo di Santa Croce a Firenze.

## Storia
L'opera, che segnò il debutto di Donatello alla fusione del bronzo, venne commissionata dalla Parte Guelfa per il proprio tabernacolo nella chiesa di Orsanmichele, posto al centro del lato principale lungo via de' Calzaiuoli. Alla creazione della nicchia partecipò, secondo la testimonianza di Vasari, anche Michelozzo. La scelta del santo angioino, santificato nel 1317, era legata al suo rifiuto della corona in favore di una vita religiosa e assoggettata al papato, le stesse idee di cui erano fautori i guelfi, che avevano sostenuto il partito papale durante la lotta per le investiture e nelle vicende successive.
I lavori alla statua terminarono nel 1425, ma nel 1459, vivo ancora Donatello, venne rimossa poiché il tabernacolo era stato venduto al Tribunale della Mercanzia che, solo negli anni settanta del Quattrocento, vi fece collocare il gruppo dell'Incredulità di San Tommaso del Verrocchio.
La statua finì allora alla basilica di Santa Croce, dove per secoli decorò la facciata da una nicchia centrale, essendo la devozione del santo particolarmente sentita nella chiesa, che era stata da lui visitata. Con la creazione della facciata ottocentesca l'opera venne trasferita in deposito e poi nel museo dove si trova tuttora.
Nel 1943, con l'occasione del ricovero in depositi sicuri durante il periodo bellico delle statue di Orsanmichele e di altri capolavori, la statua venne collocata per un breve periodo nella sua nicchia originale in via de' Calzaiuoli e fotografata a cura della Soprintendenza.

## Descrizione

San Ludovico di Tolosa nella nicchia originale (1943)

Il santo è rappresentato come un giovane vescovo, con mitria e bastone pastorale finemente cesellati, nell'atto di benedire con la mano destra. Indossa i guanti da vescovo e la veste da frate, sopra la quale si trova un pesante piviale.
La statua, rispetto alle opere precedenti presenti nelle nicchie di Orsanmichele, era sensibilmente più grande e stava più stretta nel tabernacolo, iniziando quel rapporto di emancipazione tra le statue e le nicchie che le contenevano, in contrapposizione con la scultura gotica.
La statua venne realizzata con il recupero della tecnica della fusione a cera persa, creando più pezzi separati che venivano poi assemblati. Si trattò della prima opera di grandi dimensioni fusa con tale tecnica in epoca moderna. Col tempo l'uso di questa tecnica per Donatello divenne sempre crescente, arrivando ad essere quasi esclusiva negli anni della maturità.

## Stile
I giudizi su quest'opera sono controversi e vanno da una benevola accoglienza fino alla squalifica come opera malriuscita. Il Vasari, dopo aver ampiamente lodato lo Zuccone, parlava del San Ludovico come di una figura "rozza", la meno riuscita che Donatello avesse mai fatto. Egli addusse anche una giustificazione, scrivendo che Donatello avesse volutamente reso la figura sgraziata e imperfetta perché non condivideva la scelta del santo di "lasciare il reame per farsi frate". Altri invece hanno sottolineato come anzi Donatello avrebbe messo in atto il conflitto nella vita del personaggio storico tra la ricerca di una vita ascetica con la conversione e la conseguente rinuncia al potere, e il ritorno al potere con la nomina a vescovo (Bennett/Wilkins).
I difetti riscontrati erano il mantello che sembra schiacciare il corpo esile, la mitria smisuratamente grande, il volto idealizzato.
D'altra parte si potrebbe obiettare che Donatello abbia reso volutamente il giovane santo sovrastato dagli ingombranti e troppo grandi paramenti vescovili, che egli avrebbe preferito non indossare per vivere in pienezza la sua vocazione francescana.
La statua fu accolta in una nicchia innalzata nel 1456 e nella quale si preferì un arco a tutto sesto (tipico classico e nuovo al linguaggio rinascimentale) a un coronamento gotico.